# 10125 Stenkyrka
10125 Stenkyrka är en asteroid i huvudbältet som upptäcktes den 21 mars 1993 i samband med det svenska projektet UESAC. Den fick den preliminära beteckningen 1993 FB24 och  namngavs senare efter Stenkyrka socken på Gotland.
Den tillhör asteroidgruppen Flora.
Stenkyrkas senaste periheliepassage skedde den 12 mars 2020.[Uppdatering behövs]